# 음취
음취(陰就, ? ~ 59년)는 후한 초기의 관료로, 형주 남양군 신야현(新野縣) 사람이다. 개국공신 음식(陰識)의 동생이다.

## 생애
아버지 음륙의 뒤를 이어 선은후에 봉해졌고, 이후 봉지를 옮겨 신양후(新陽侯)에 봉해졌다. 담론을 잘하여 조정에서 당해낼 자가 없었으나, 성품이 고집스럽고 오만해 존경받지는 못하였다.
명제 즉위 후 소부에 임명되고 특진(特進)에 이르렀으며, 아들 음풍(陰豊)은 명제의 누이 역읍공주(酈邑公主)에게 장가들었다. 역읍공주는 용모가 빼어나나 투기가 심하였고 음풍은 도량이 좁고 성급하였는데, 영평 2년(59년) 결국 음풍이 역읍공주를 죽이고 말았다. 음풍은 주살되었고, 음취 또한 연좌되어 아내와 함께 스스로 목숨을 끊었다.

## 출전
- 범엽, 《후한서》 권10상 황후기(皇后紀) · 권32 번굉음식열전(樊宏陰識列傳)

| 전임 (사실상) 두림 | 후한의 소부 57년 ~ 59년 | 후임 (사실상) 화양홍 |

| 전임 아버지 선은애후 음륙 | 제2대 후한의 선은후 33년 ~ ? | 후임 (폐지) |

|  | 제1대 후한의 신양후 ? ~ 59년 | 후임 (폐지) |